# Розенблюм, Дэниел
Дэниел Нейтан Розенблюм (англ. Daniel Nathan Rosenblum) — американский дипломат. Посол США в Узбекистане (2019—2022) и Казахстане (2022—2025).

## Биография
Дэниел Розенблюм родился в Бетесде, штат Мэриленд. Отец Дэниела, Луис Розенблюм, проработал 30 лет в НАСА.
Окончил со степенью бакалавра искусств Йельский университет, также получил степени магистра в области советских исследований и международной экономики в Школе передовых международных исследований имени Пола Нитце Университет Джонса Хопкинса.

### Карьера
С 1985 по 1989 год Розенблюм работал помощником по правовым вопросам сенатора Карла Левина, консультируя сенатора по вопросам внешней политики, торговли, транспорта, судебной системы. Также, до прихода на дипломатическую службу Розенблюм шесть лет проработал старшим координатором программы в Институте свободных профсоюзов. Получив гранты от Агентства США по международному развитию и Национального фонда демократии, институт проводил образовательные программы и предоставлял техническую помощь независимым профсоюзам в бывшем Советском Союзе и Восточной Европе.
В 1997–2008 годах Розенблюм занимал различные должности в офисе Координатора помощи, в том числе заместителя координатора, директора отдела Евразии и специального советника по экономическим программам. Он разработал экономические инициативы для нескольких регионов России, служил связным Госдепартамента США с десятью инвестиционными фондами, поддерживаемыми США, работающими в регионе, а также сыграл важную роль в разработке пакетов помощи для Украины, Грузии и Кыргызстана после внутренних конфликтов и для Косово после провозглашения независимости.
В 2008–2014 годах был координатором помощи США странам Европы и Центральной Азии, отвечая за обеспечение стратегического и эффективного распределения и расходования средств, выделяемых на иностранную помощь в размере более 1 миллиарда долларов в год. Розенблюм также служил в качестве основного представителя правительства США в связях с другими международными донорами, включая Европейский Союз и многосторонние банки развития.
С июля 2014 года по июль 2018 года Розенблюм занимал должность заместителя помощника госсекретаря в Бюро по делам Южной и Центральной Азии Государственного департамента США.
18 июня 2018 года президент США Дональд Трамп назначил Дэниела Розенблюма новым послом США в Узбекистане. 18 сентября Комитет Сената США по международным отношениям одобрил его кандидатуру и передал её на рассмотрение в Сенат. Однако до конца года Сенат не предпринял никаких действий по данной кандидатуре, и 3 января 2019 года она была возвращена президенту Трампу. Кандидатура Розенблюма была повторно подана 16 января. Комитет по международным делам одобрил кандидатуру 3 апреля, и 11 апреля она была утверждена путём голосования в Сенате. Розенблюм был приведён к присяге в качестве Чрезвычайного и полномочного посла США в Узбекистане 9 мая 2019 года, и 24 мая он вручил верительные грамоты министру иностранных дел Узбекистана Абдулазизу Камилову.
3 июня 2022 года президент Байден объявил о своём намерении выдвинуть кандидатуру Розенблюма на пост нового посла США в Казахстане. 27 июля в комитете Сената по международным отношениям состоялись слушания по его выдвижению, и 4 августа Розенблюм был утверждён Сенатом на должность посла США в Казахстане. Спустя месяц, Розенблюм принял решение о завершении своей миссии в Узбекистане.
28 октября Розенблюм принял присягу в качестве Чрезвычайного и полномочного посла США в Казахстане. 14 ноября он вручил верительные грамоты президенту Казахстана Касым-Жомарту Токаеву.

### Личная жизнь
Женат, имеет сына и дочь. Владеет русским языком.